# Museo archeologico Herdonia
Il Museo archeologico Herdonia - Herma di Ordona espone reperti ritrovati durante gli scavi nel sito archeologico di Herdonia.

## Descrizione
Il museo, inaugurato ad aprile del 2017, al tempo dell'estate del 2022 è visitabile unicamente su prenotazione.